# Ulica Józefa Piłsudskiego w Poznaniu
Ulica Józefa Piłsudskiego w Poznaniu – ulica w Poznaniu leżąca na obrzeżach trzech jednostek obszarowych  Systemu Informacji Miejskiej (SIM) takich jak: Osiedle Jagiellońskie, Osiedle Oświecenia i Osiedle Powstań Narodowych należących do większego obszaru SIM Rataje a także na dwóch obszarach SIM, którymi są Osiedle Polan i Osiedle Stare Żegrze a wchodzącymi w skład większego obszaru SIM Żegrze. Na odcinku od ulicy Inflanckiej w głąb osiedla Stare Żegrze oznakowana jest jako strefa zamieszkania.
Przed oddaniem do użytku w latach 70. Trasy Katowickiej ulica była główną trasą wylotową z Poznania w kierunku Kórnika, Ostrowa Wielkopolskiego i Górnego Śląska, jednocześnie będąc fragmentem ówczesnej drogi państwowej nr 38.
Na ulicy znajdują się trzy przystanki autobusowe: Piłsudskiego, Os. Oświecenia, Inflancka (tylko w kierunku Ronda Rataje), na których zatrzymują się autobusy następujących linii dziennych:
- 152 Rondo Rataje ↔ Darzybór
- 162 Rondo Rataje ↔ Rondo Rataje (linia okrężna)
- 166 Rondo Rataje ↔ Zieliniec
- 181 Rondo Rataje ↔ Krzywoustego Kinepolis

i nocnych:
- 232 Rondo Kaponiera ↔ Szwajcarska Szpital

## Obiekty leżące przy ulicy
- pod numerem 2 - Bamberski dom Rothów (dawniej ul. Wioślarska 35)
- Sklep Biedronka[6]
- Targowisko "Rynek Jagielloński"[7]
- Pomnik stulecia Polskiego Związku Wędkarskiego
- pod numerem 20 - Obiekt Orange (Host)[8]
- Szkoła podstawowa nr 19 im. Stanisława Staszica[9]
- Szkoła podstawowa nr 2 im. "Szarych Szeregów"[10] (dawniej ul. Wioślarska 1)
- Pawilon handlowy na osiedlu Oświecenia[11]
- pod numerami 106 i 108 - Bamberski dom Kaniewskich
- Park Rataje
- pod numerem 116 - Sklep Lidl[12]
- Bamberski dom Piechowiaków

## Galeria zdjęć

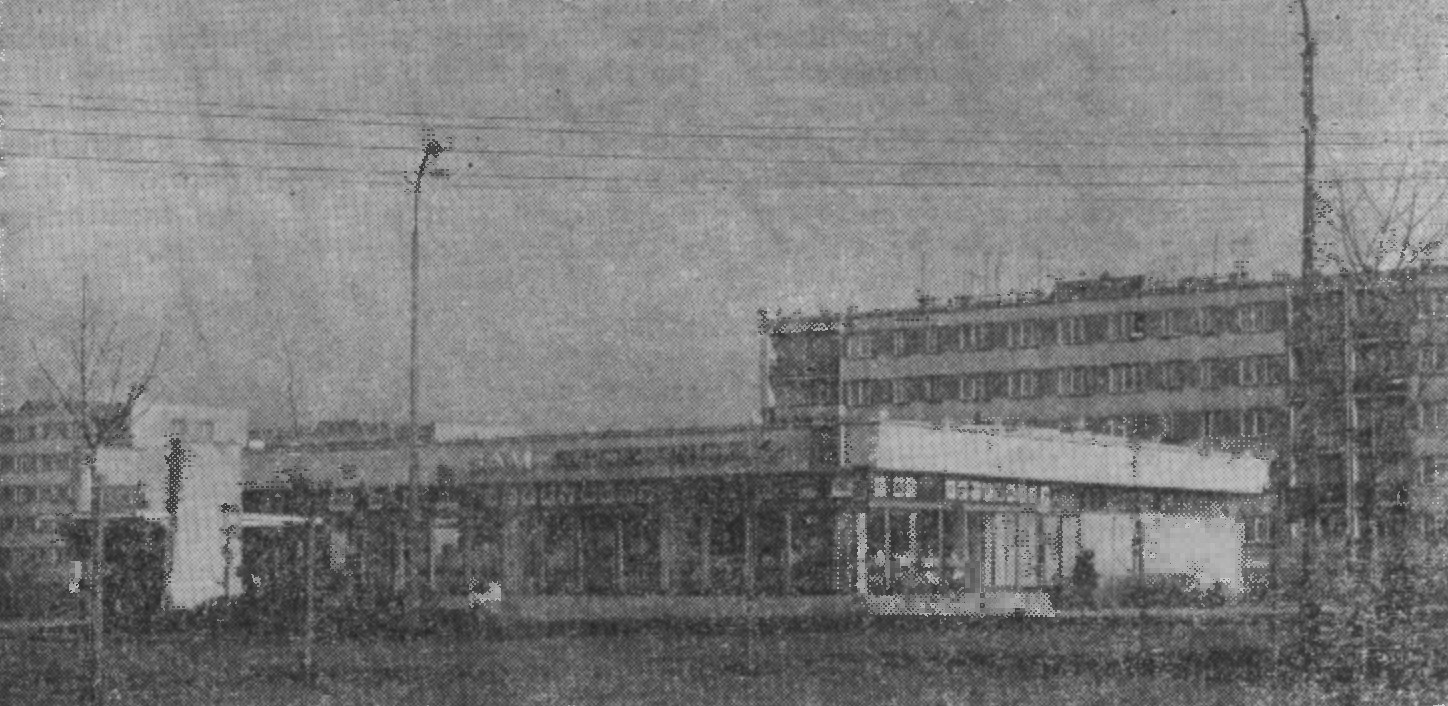
Pawilon handlowo-usługowy na wysokości osiedla Jagiellońskiego (współcześnie jest tam min. sklep Biedronka) na ulicy Wioślarskiej 14 w roku 1978
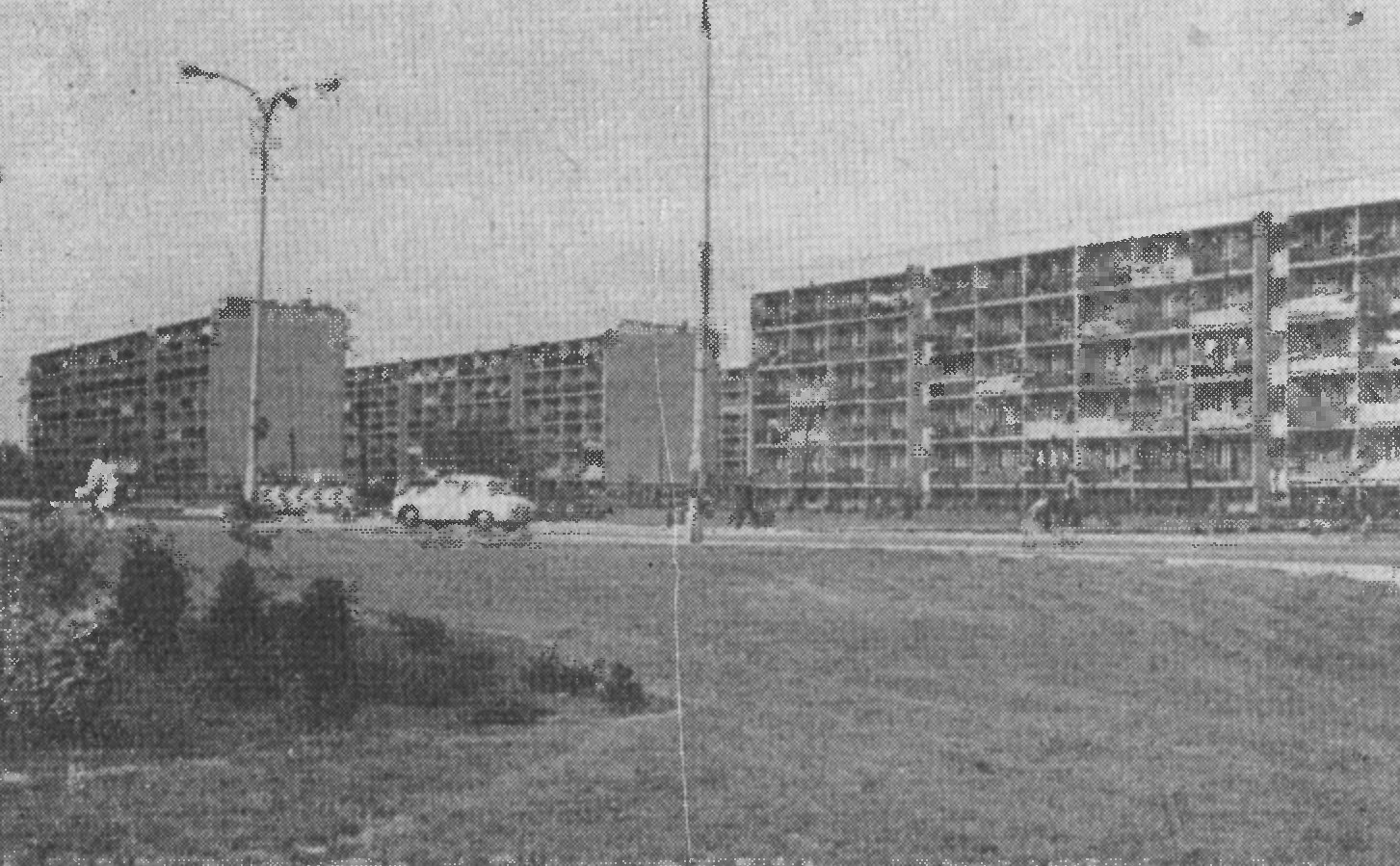
Ulica Ostrowska na wysokości osiedla Oświecenia w 1973 roku
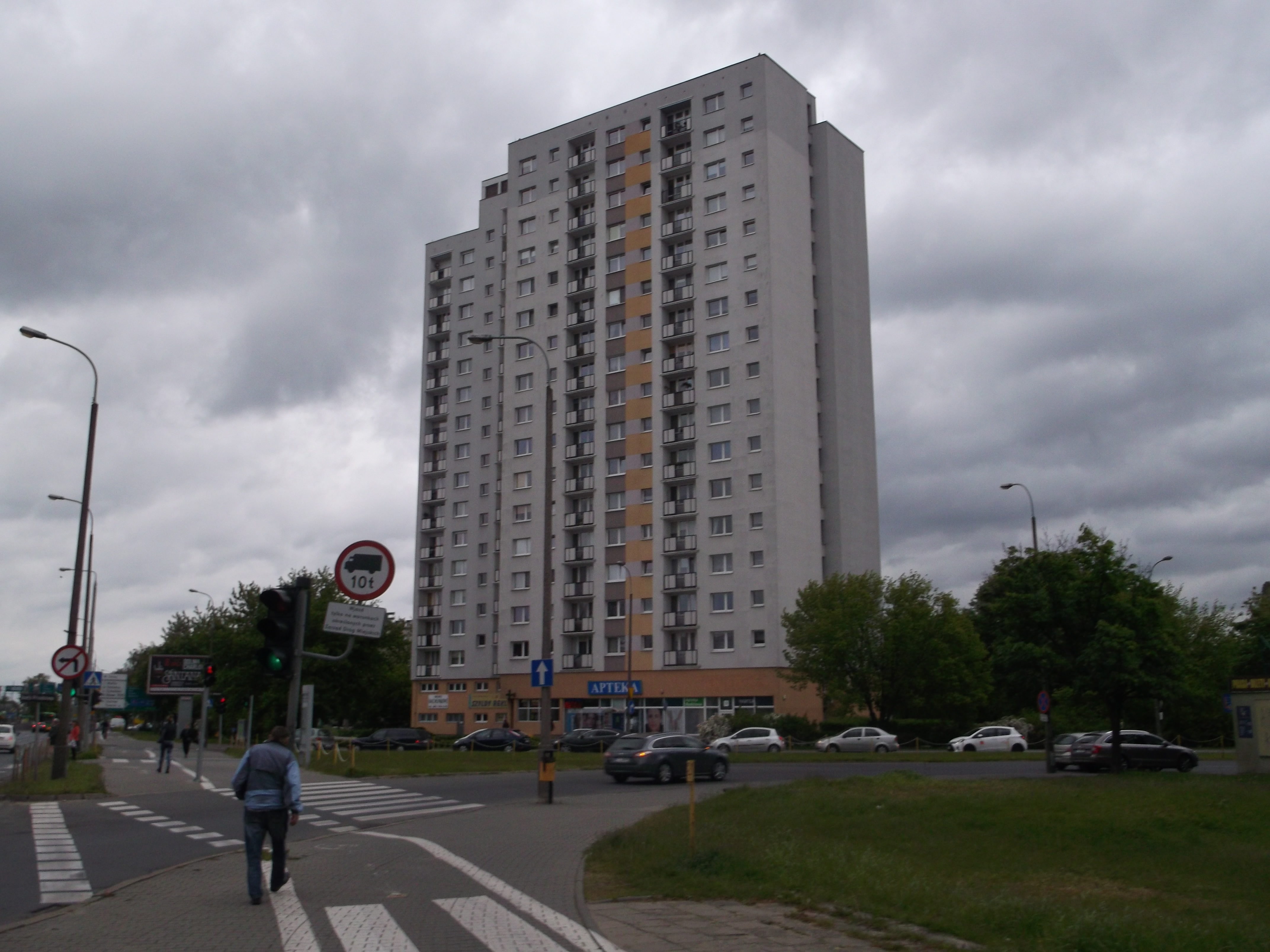
Skrzyżowanie ulicy Ludwika Zamenhofa z ulicą Józefa Piłsudskiego (2016)
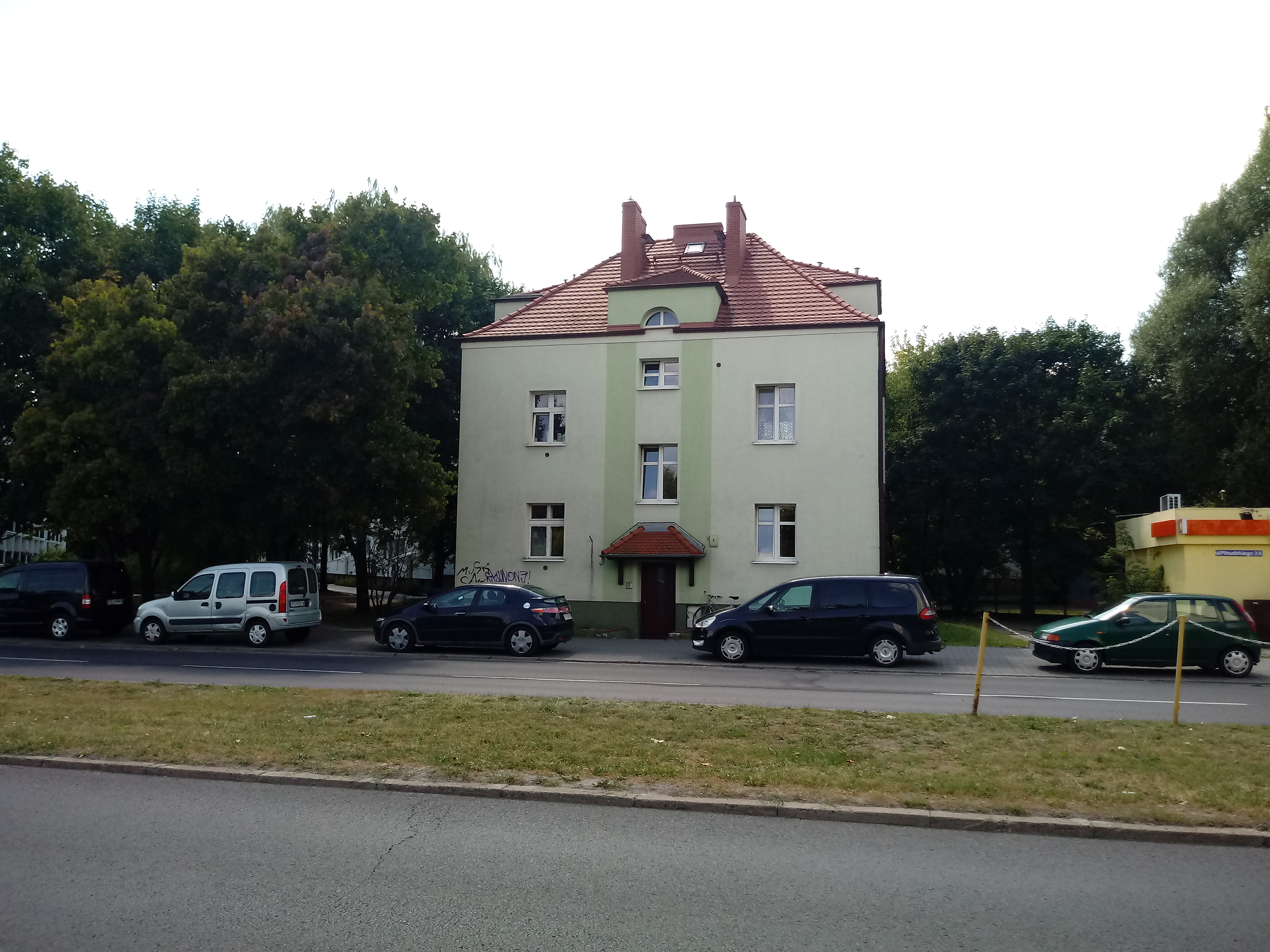
Dom Rothów (2018)
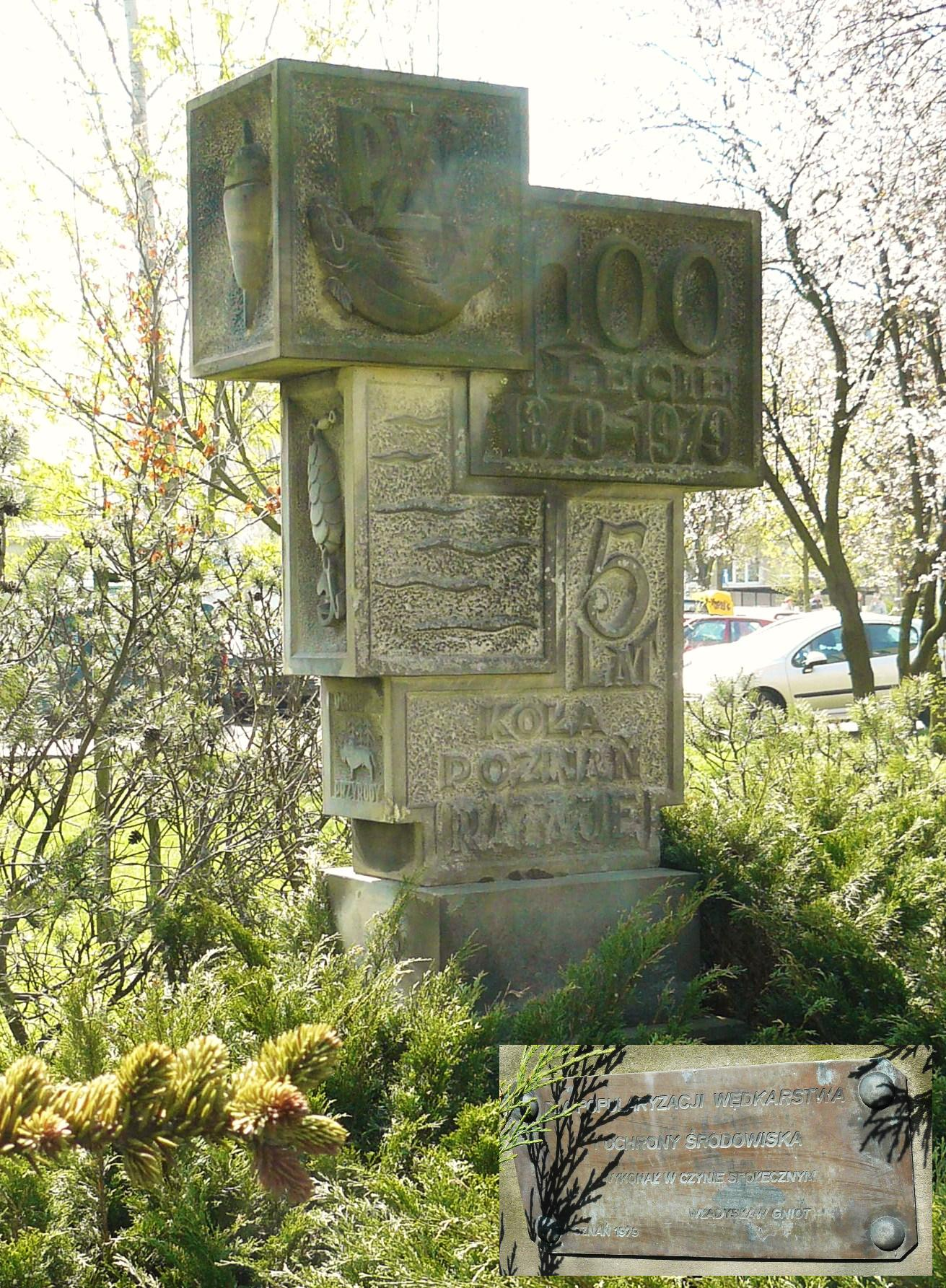
Pomnik stulecia Polskiego Związku Wędkarskiego (2011)
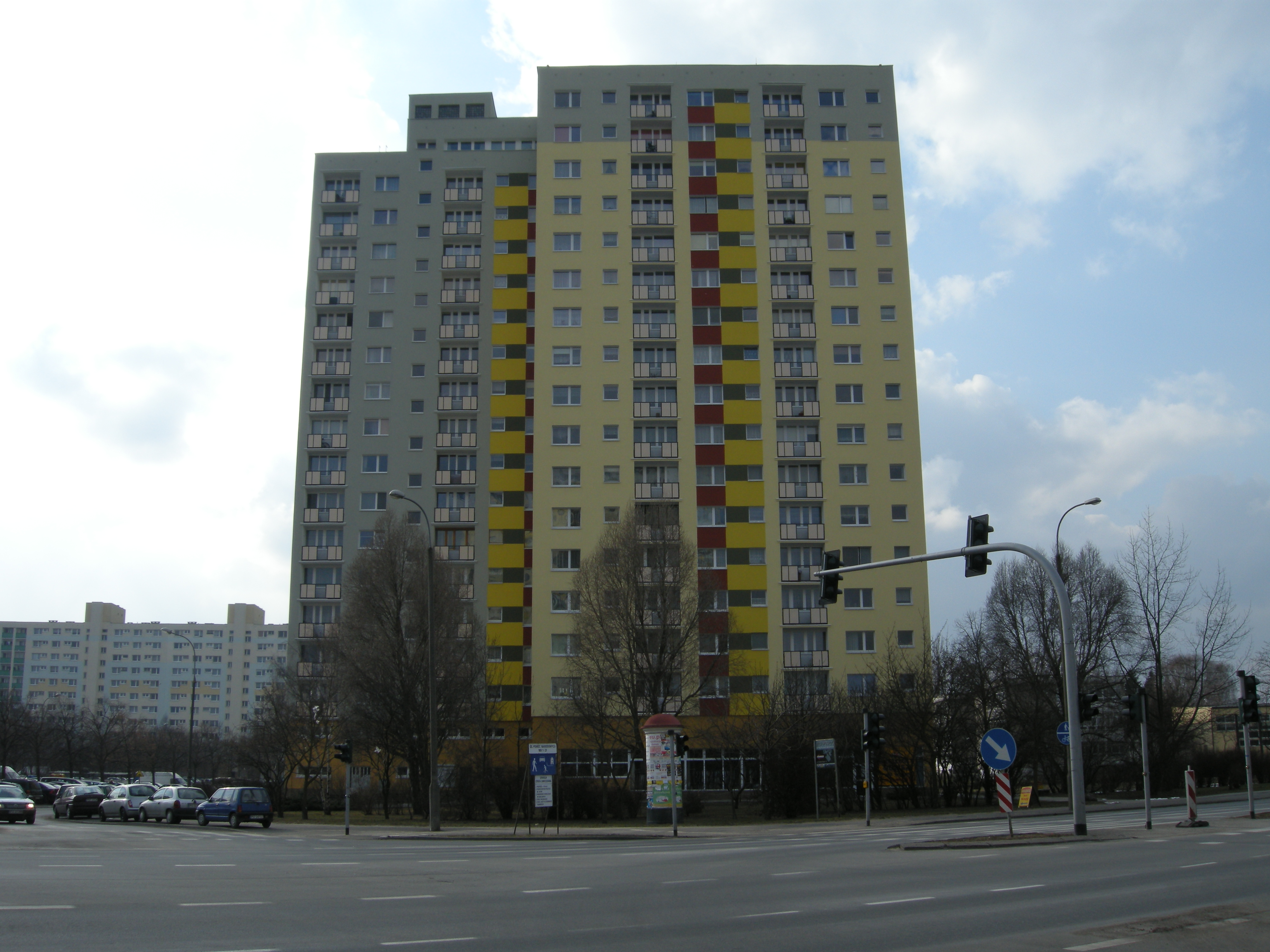
Krzyżówka ulicy Piłsudskiego z ulicą Mieszkowską, w głębi zabudowania osiedla Powstań Narodowych (2010)
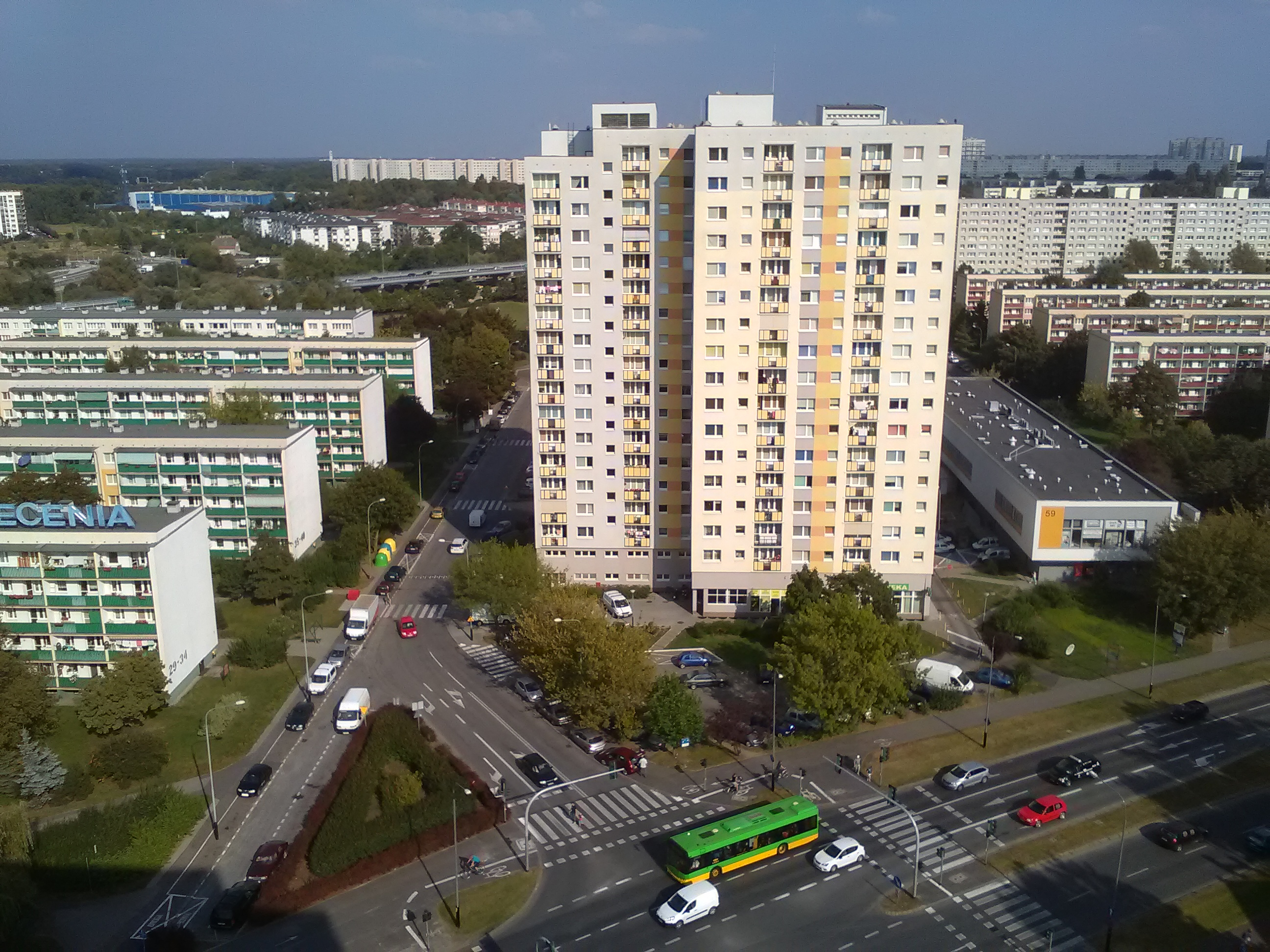
Skrzyżowanie ulicy Piłsudskiego z ulicą Śremską w tle budynki osiedla Oświecenia z pawilonem handlowym (2016)
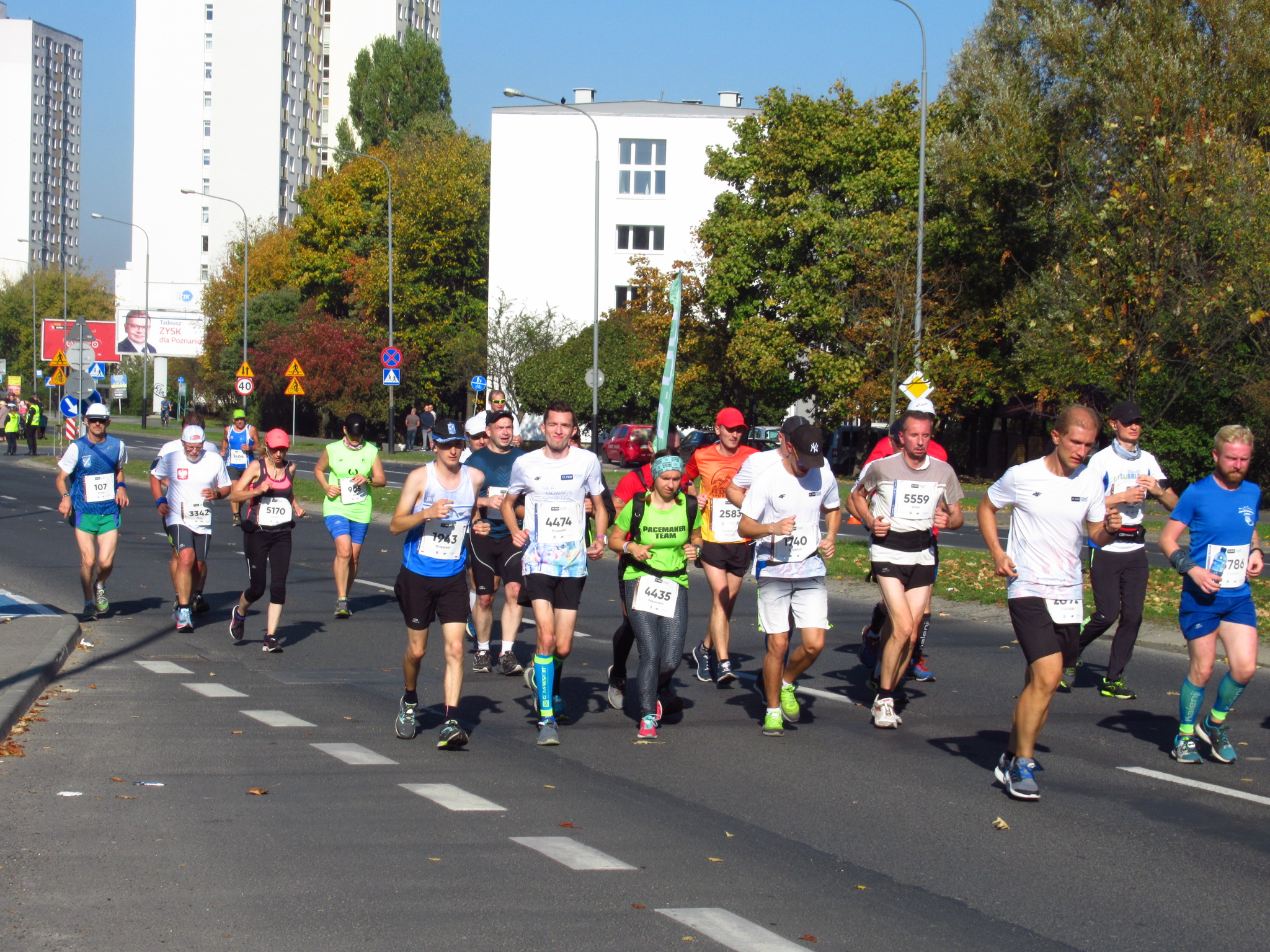
Ulica Piłsudskiego podczas trwania Poznań Maraton w 2018 roku
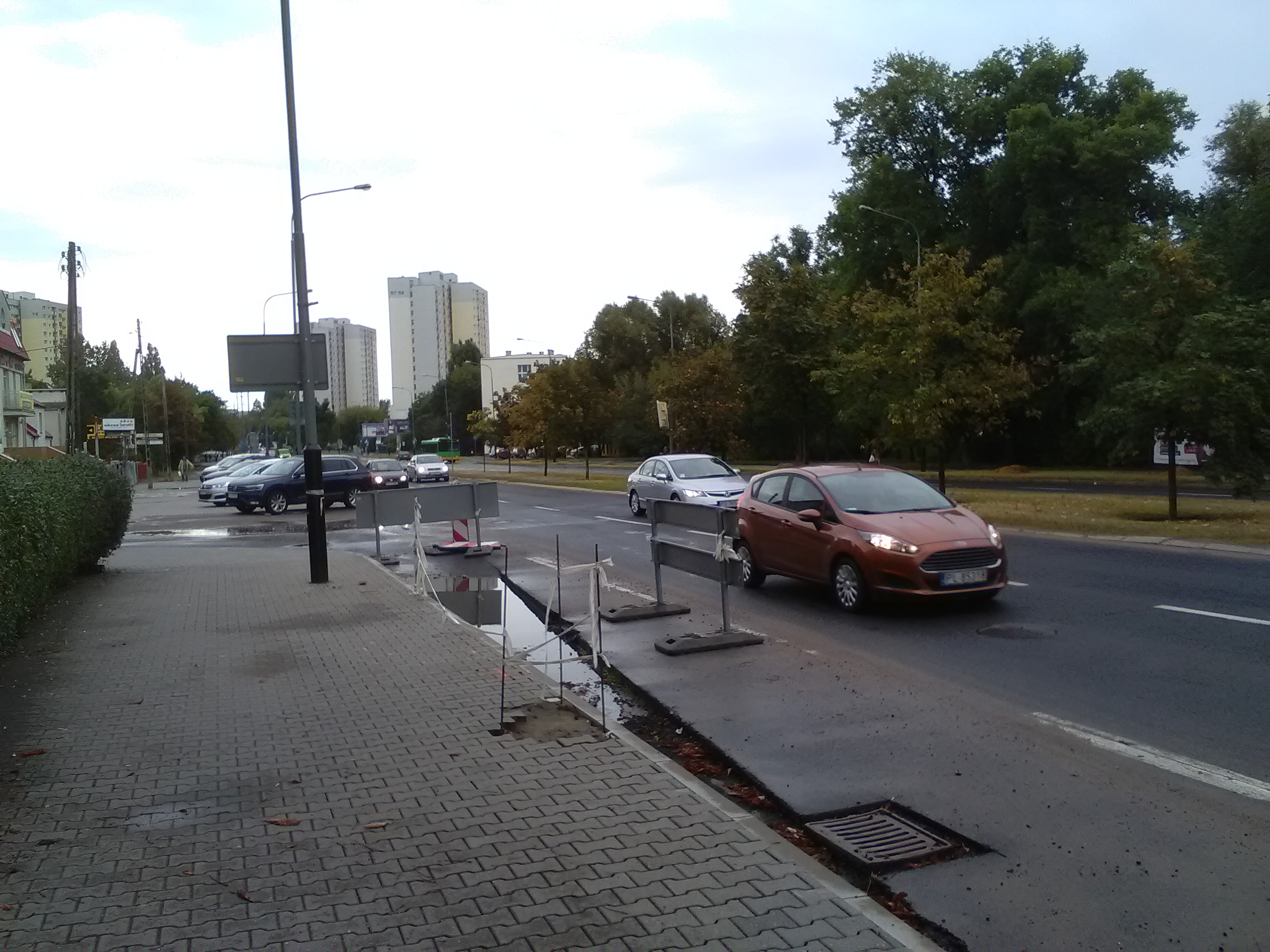
Krzyżówka ulicy Piłsudskiego z ulicą Morzyczańską (2016)
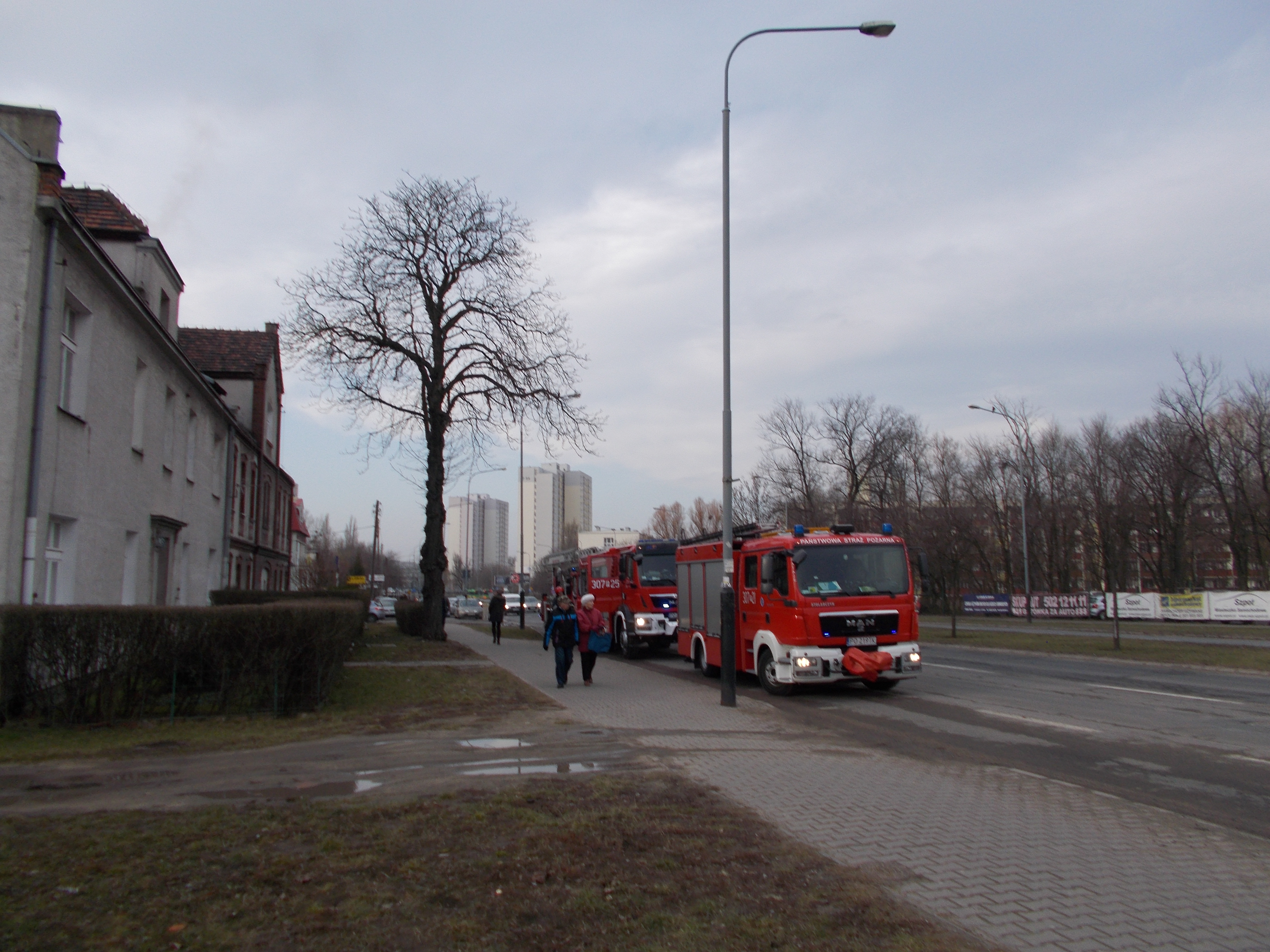
Ulica Piłsudskiego, po lewej Dom Kaniewskich (2016)
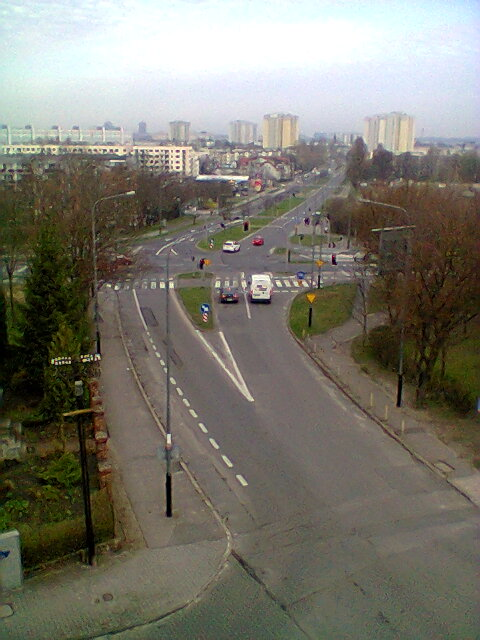
Skrzyżowanie ulic Piłsudskiego i Inflanckiej (2017)